# Volta a Suïssa 1941
La Volta a Suïssa 1941 és la 8a edició de la Volta a Suïssa. Aquesta edició es disputà del 23 al 25 d'agost de 1941, amb un recorregut de 606,7 km distribuïts en 3 etapes. L'inici i final de la cursa fou a Zúric. El vencedor final fou el suís Josef Wagner, seguit pel també suïssos Werner Buchwalder i el Ferdi Kübler.

## Etapes
| Etapa | Data       | Recorregut      | Km    | Vencedor d'etapa        | Líder de la general     |
| ----- | ---------- | --------------- | ----- | ----------------------- | ----------------------- |
| 1a    | 23 d'agost | Zúric - Lausana | 300,0 | Werner Buchwalder (SUI) | Werner Buchwalder (SUI) |
| 2a    | 24 d'agost | Lausana - Berna | 118,1 | Ferdi Kübler (SUI)      | Josef Wagner (SUI)      |
| 3a    | 25 d'agost | Berna - Zúric   | 188,6 | Robert Zimmermann (SUI) | Josef Wagner (SUI)      |

## Classificació final
|    | Ciclista                | Equip  | Temps       |
| -- | ----------------------- | ------ | ----------- |
| 1  | Josef Wagner (SUI)      | Suïssa | 16h 59' 19" |
| 2  | Werner Buchwalder (SUI) | Suïssa | m. t.       |
| 3  | Ferdi Kübler (SUI)      | Suïssa | + 11' 42"   |
| 4  | Hans Maag (SUI)         | Suïssa | + 16' 22"   |
| 5  | Hans Knecht (SUI)       | Suïssa | + 20' 53"   |
| 6  | André Hardegger (SUI)   | Suïssa | + 24' 06"   |
| 7  | Walter Diggelmann (SUI) | Suïssa | + 30' 05"   |
| 8  | Robert Zimmermann (SUI) | Suïssa | + 30' 44"   |
| 9  | Fritz Saladin (SUI)     | Suïssa | + 37' 14"   |
| 10 | Karl Wyss (SUI)         | Suïssa | + 38' 52"   |